# Amabili resti
Amabili resti (The Lovely Bones) è un romanzo della scrittrice statunitense Alice Sebold del 2002, vincitore del Premio Bram Stoker al romanzo d'esordio assegnato nel 2003.
Dall'opera nel 2009 è stato tratto l'omonimo film diretto da Peter Jackson.

## Trama
(Alice Sebold, Amabili resti)
Susie Salmon, una quattordicenne assassinata in seguito a uno stupro, racconta la sua storia e dall'aldilà, una specie di "paradiso personale" chiamato il Cielo, osserva gli avvenimenti successivi alla sua scomparsa: la sua famiglia traumatizzata dal dolore della perdita, il suo assassino e i suoi amici.
Susie racconta di essere stata adescata dal signor Harvey, suo vicino di casa, condotta con l'inganno in un rifugio scavato in un campo di grano, stuprata e assassinata. Il suo corpo, dopo essere stato smembrato, è stato rinchiuso in una cassaforte e gettato in una profonda fenditura nel terreno utilizzata come discarica. Susie osserva la sua famiglia rivolgersi alla polizia, sperare in un suo impossibile ritorno a casa, nonostante il ritrovamento di un suo gomito e di alcuni effetti personali siano il chiaro indizio della sua morte. Il padre della ragazza, Jack Salmon, sospetta immediatamente del vicino e lo denuncia alla polizia, ma l'astuto assassino, che ha già ucciso molte altre volte, riesce ad allontanare da sé le indagini e a concentrarle su un ragazzo del luogo, che tuttavia riesce a dimostrare subito la sua innocenza.
Le grossolane indagini della polizia si rivolgono quindi all'adolescente Ray Singh, innamorato di Susie, con la quale aveva scambiato teneri baci. Anche questi sospetti si rivelano infondati e Jack, frustrato e ossessionato dall'approssimazione delle investigazioni che si sono ormai protratte per anni, convinto che il vicino stia per agire nuovamente, una notte nel campo di grano aggredisce un ragazzo credendolo l'assassino della figlia. Il giovane, in compagnia della ragazza con la quale aveva un appuntamento amoroso, si difende fracassando un ginocchio a Jack.
La polizia sospende le indagini e la madre di Susie, già profondamente insoddisfatta dal rapporto familiare e incapace di gestire la terribile perdita con razionalità, dopo aver avuto un fugace rapporto con Len Fenerman, il poliziotto incaricato delle indagini, decide impulsivamente di abbandonare il marito e i due figli rimasti, Lindsay e Buckley. Lindsay decide di dare fiducia al padre e di cercare nella casa del vicino prove che confermino i suoi sospetti. Un pomeriggio si introduce nella casa del signor Harvey e fortunosamente ruba un disegno che rappresenta il rifugio scavato nel campo di grano nel quale Susie è stata uccisa. La ragazza viene scoperta dall'assassino, ma riesce a fuggire senza essere presa e a denunciarlo: tuttavia la scarsa solerzia della polizia permette al serial killer di dileguarsi.
Abigail, questo il nome della madre di Susie, inizia una nuova vita lontano da casa; la ragazza, dal cielo, osserva la sorella più piccola Lindsay, nel frattempo cresciuta, prendersi cura del padre e del fratellino più giovane, Buckley, rinchiusosi in sé stesso. Ray nel frattempo è diventato un intimo amico di Ruth Connors, compagna di scuola di Susie che la notte dell'omicidio si trovava nei pressi del campo di grano e che ha avuto un contatto telepatico con lo spirito della giovane. Il contatto con l'amica morta la rende particolarmente ricettiva a manifestazioni paranormali. Susie nell'aldilà incontra il nonno e viene raggiunta dal suo cane, Holiday, che una volta morto, si ricongiunge felice con la padroncina. La ragazza osserva il padre cercare di rinsaldare il resto della famiglia e la nonna materna, Lynn, trasferirsi a vivere con la sua famiglia. La donna, nonostante sia alcolista ed eccentrica, contribuisce efficacemente con la sua presenza a far riacquistare l'equilibrio al genero e ai due nipoti.
Susie riesce un giorno a entrare nel corpo dell'amica Ruth e di avere un rapporto con Ray, coronando finalmente il sogno di molti anni prima quando ancora viva e adolescente, si era innamorata del ragazzo. Ray capisce di star facendo l'amore con Susie e ha modo così di salutare per sempre la ragazza; Ray e Ruth, dopo l'esperienza vissuta iniziano una storia sentimentale. Jack è colpito da un infarto durante un litigio con il figlio che gli rinfaccia che la sua ossessione per la figlia scomparsa lo ha distratto da lui e dalla sorella. Ricoverato in ospedale in pericolo di vita, Jack viene raggiunto dalla moglie che si riavvicina al marito e decide di tornare a vivere con lui e con i figli.
Durante gli anni il serial killer ha continuato ad uccidere e a lasciare tracce di sé in giro per gli Stati Uniti, tracce che la polizia non è riuscita a utilizzare per arrestarlo. Durante un tentativo di aggressione ai danni di una giovane, Susie interviene facendo inciampare Harvey che precipita in un dirupo tra la neve rimanendo ucciso.

## Personaggi principali
Susie SalmonUna ragazza di 14 anni con i capelli castano topo e carnagione chiara, viene uccisa nel primo capitolo e dal suo cielo diventa la narratrice della storia.
Jack SalmonIl padre di Susie. Lavora per un'agenzia assicurativa a Chadds Ford, Pennsylvania. Dopo la morte di Susie, si consuma dal senso di colpa di non averla potuta salvare.
Abigail SalmonLa madre di Susie. La sua crescente responsabilità per la famiglia ne frustrerà i sogni giovanili. Dopo la morte della figlia, si allontana dal marito e ha una relazione con il detective Len Fenerman.
Lindsay SalmonLa sorella minore di Susie, cerca di aiutare il padre a incastrare l'assassino di Susie, Harvey.
Buckley SalmonIl fratello di Susie, di dieci anni più piccolo di lei. A causa della sua nascita non pianificata, Abigail sarà costretta a cancellare i suoi progetti di carriera come insegnante. Buckley vede a volte Susie, mentre lei lo osserva dall'aldilà.
Nonna LynnLa madre di Abigail, un'eccentrica alcolista che va a vivere con i Salmon, quando suo genero le chiede di aiutare la figlia ad affrontare la morte di Susie. Dopo la partenza di Abigail, si occupa dei nipoti.
George HarveyIl vicino di casa dei Salmon, serial killer, uccide Susie e resta impunito. Grazie all'intervento di Lindsay e alla testardaggine del padre, viene accusato dell'omicidio, ma troppo tardi per riuscire a farlo arrestare. Lascia Norristown, libero di uccidere altre ragazze. In tutto il romanzo ci si riferisce a lui come il signor Harvey. Muore in un incidente provocato dalla stessa Susie per salvare un'ennesima ragazza dall'assassino.
Ruth ConnorsUna compagna di scuola di Susie. Toccata dallo spirito di Susie che sta lasciando la terra, ne diventa affascinata e, pur avendola a malapena conosciuta in vita, inizia a scrivere di visioni dei morti.
Ray SinghUn ragazzo anglo-indiano, il primo e unico a baciare Susie, che poi diventa amico di Ruth. È il primo sospettato dalla polizia dell'assassinio di Susie, ma in seguito viene scagionato.
Ruana SinghLa madre di Ray, con la quale Abigail a volte fuma sigarette.
Samuel "Sam" HecklerIl fidanzato di Lindsey e in seguito suo marito.
Hal HecklerIl fratello di Sam, gestisce un negozio di riparazione di moto.
Len FenermanIl detective di polizia incaricato di indagare sulla morte di Susie. Sua moglie si suicida poco prima degli eventi narrati nel romanzo e in seguito ha una fugace relazione con Abigail.
ClarissaLa migliore amica di Susie. Susie ammirava Clarissa perché le era permesso di fare cose che a Susie erano vietate, come indossare scarpe con la zeppa e fumare. Ha un fidanzato di nome Brian.
HollyLa migliore amica di Susie in cielo. Prende il suo nome dal personaggio di Holly Golightly in Colazione da Tiffany.
FrannyUna donna di mezza età che ha lavorato come assistente sociale prima di essere uccisa. Diventa la mentore di Susie e Holly nel loro cielo.
Signor DewittAllenatore della squadra di hockey della scuola. Incoraggia Lindsay, un'atleta di successo, a provare a entrare nella sua squadra.
Signora DewittLa moglie del signor Dewitt. Insegnante di inglese sia di Lindsay che di Susie
HolidayIl cane di Susie. Dopo la sua morte, raggiunge scodinziolante la sua padroncina in cielo.

## Trasposizione cinematografica
Del romanzo è stato realizzato un adattamento cinematografico Amabili resti (The Lovely Bones), diretto da Peter Jackson e interpretato da Saoirse Ronan, Mark Wahlberg, Rachel Weisz e Susan Sarandon. Stanley Tucci ha ricevuto una nomination agli Oscar 2010 per la sua interpretazione del serial killer. Il film è stato distribuito negli Stati Uniti l'11 dicembre 2009 e in Italia il 12 febbraio 2010.

## Edizioni
- (EN) Alice Sebold, The Lovely Bones, 1ª ed., Little, Brown, 2002, ISBN 978-0-316-66634-3.
- Alice Sebold, Amabili resti, traduzione di Chiara Belliti, E/O, 2002,  p. 372, ISBN 978-88-7641-513-5.